# Khououy
Khououy est un noble de l'Égypte antique qui aurait vécu entre -2500 et -2300 durant la Ve dynastie. Il aurait vécu durant le règne de Djedkarê Isési avec qui il aurait peut-être été lié.

## Sépulture
La tombe de Khououy a été découverte en mars 2019 par Mohamed Mujahid, chef de la mission égyptienne, dans la nécropole de Saqqarah ; les autorités égyptiennes l'ont annoncé le samedi 14 mars 2019,. La tombe, en forme de L, commence par un corridor qui mène à une antichambre puis vers une chambre plus large avec des reliefs peints représentant Khououy assis devant une table d'offrandes. La tombe est principalement constituée de calcaire blanc et de la résine verte spéciale a été utilisée comme peinture. Les peintures montrent Khououy assis devant une table d'offrandes.
Les restes momifiés de Khououy ont été retrouvés fragmentés en plusieurs morceaux à côté de vases canopes ainsi que les restes de son sarcophage en calcaire.
Les hiéroglyphes présents dans la tombe indiquent que Khououy était « surveillant du Khentiu-she de la grande maison », « grand des dix de Haute-Égypte » et « ami unique », ces titres indiquent que Khououy était administrateur de haut rang.